# Junior Eurovisiesongfestival 2015

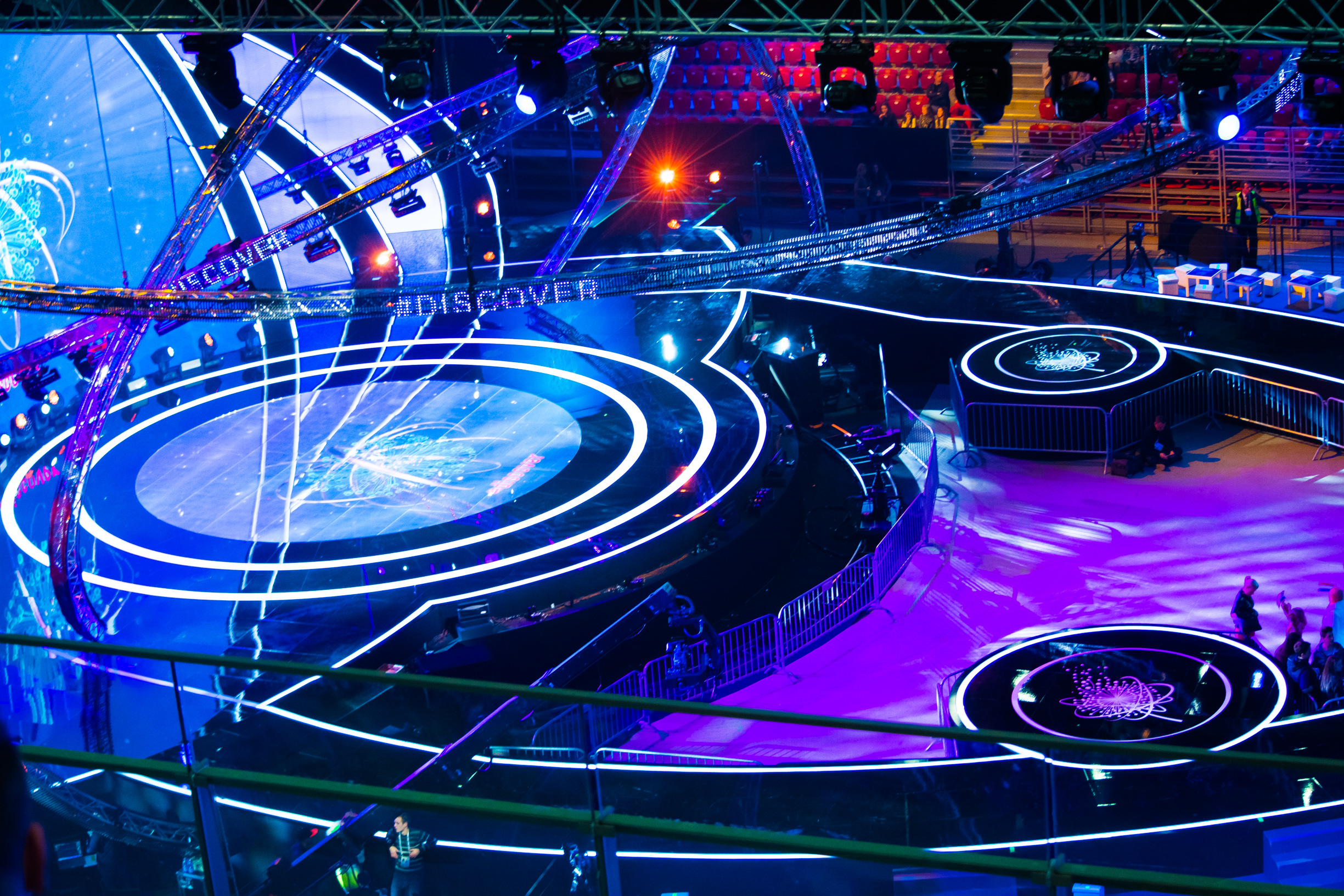
Het podium waarop de deelnemers optraden

Het Junior Eurovisiesongfestival 2015 was de 13de editie van het liedjesfestival. Het festival werd op 21 november gehouden in de Bulgaarse hoofdstad Sofia in de Arena Armeec. De winnaar was Destiny Chukunyere uit Malta, dat met 185 punten het liedjesfestijn, met haar liedje Not My Soul. Dit was Malta's tweede winst op het festival, nadat zij het ook in 2013 hadden gewonnen. Armenië won voor de derde keer zilver, en Slovenië behaalde met brons, hun beste positie op het liedjesfestijn.

## Format

### Locatie
Italië, winnaar van het voorgaande Junior Eurovisiesongfestival, had het voorrecht om het festival te organiseren indien het dat zou wensen. De Italiaanse openbare omroep gaf aan dat zij niet in staat is om het liedjesfestival te organiseren. Uiteindelijk gaf Bulgarije, dat in de voorgaande editie tweede werd, aan, dat het het evenement wilde huisvesten. Ook Malta, die het festival het jaar voordien organiseerde, toonde interesse. Op 26 januari 2015 werd het festival officieel toegewezen aan Bulgarije. Het zou de eerste keer zijn dat ze een Eurovisie-evenement organiseerden. Het festival vond plaats in de Arena Armeec, de grootste multifunctionele hal van het land.

### Presentatie
Op 7 oktober 2015 werd Poli Genova aangekondigd als presentatrice van het Songfestival. Genova had eerder al deelgenomen aan het grote songfestival. De opening ceremonie werd verzorgd door Joanna Dragneva, die ook al eens meedeed voor Bulgarije met de groep Deep Zone Project.

## Uitslag
| Plaats | Land        | Taal                 | Artiest                   | Lied           | Punten |
| ------ | ----------- | -------------------- | ------------------------- | -------------- | ------ |
| 1      | Malta       | Engels               | Destiny Chukunyere        | Not my soul    | 185    |
| 2      | Armenië     | Armeens en Engels    | MIKA                      | Love           | 176    |
| 3      | Slovenië    | Sloveens en Engels   | Lina Kuduzović            | Prva ljubezen  | 112    |
| 4      | Wit-Rusland | Russisch en Engels   | Roeslan Aslanov           | Magic          | 105    |
| 5      | Albanië     | Albanees en Engels   | Mishela Rapo              | Dambaje        | 93     |
| 6      | Rusland     | Russisch en Engels   | Michail Smirnov           | Dream          | 80     |
| 7      | Servië      | Servisch             | Lena Stamenković          | Lenina pesma   | 79     |
| 8      | Australië   | Engels               | Bella Paige               | My girls       | 64     |
| 9      | Bulgarije   | Bulgaars             | Gabriela & Ivan           | Colour of hope | 62     |
| 10     | Georgië     | Georgisch            | The Virus                 | Gabede         | 51     |
| 11     | Oekraïne    | Oekraïens en Engels  | Anna Trintsjer            | Potsjny z sebe | 38     |
| 12     | Ierland     | Iers                 | Aimee Banks               | Réalta na mara | 36     |
| 13     | Montenegro  | Montenegrijns        | Jana Mirković             | Oluja          | 36     |
| 14     | San Marino  | Italiaans en Engels  | Kamilla Ismailova         | Mirror         | 36     |
| 15     | Nederland   | Nederlands en Engels | Shalisa                   | Million lights | 35     |
| 16     | Italië      | Italiaans            | Chiara & Martina Scarpari | Viva           | 34     |
| 17     | Macedonië   | Macedonisch          | Ivana & Magdalena         | Pletenka       | 26     |

### Scorebord

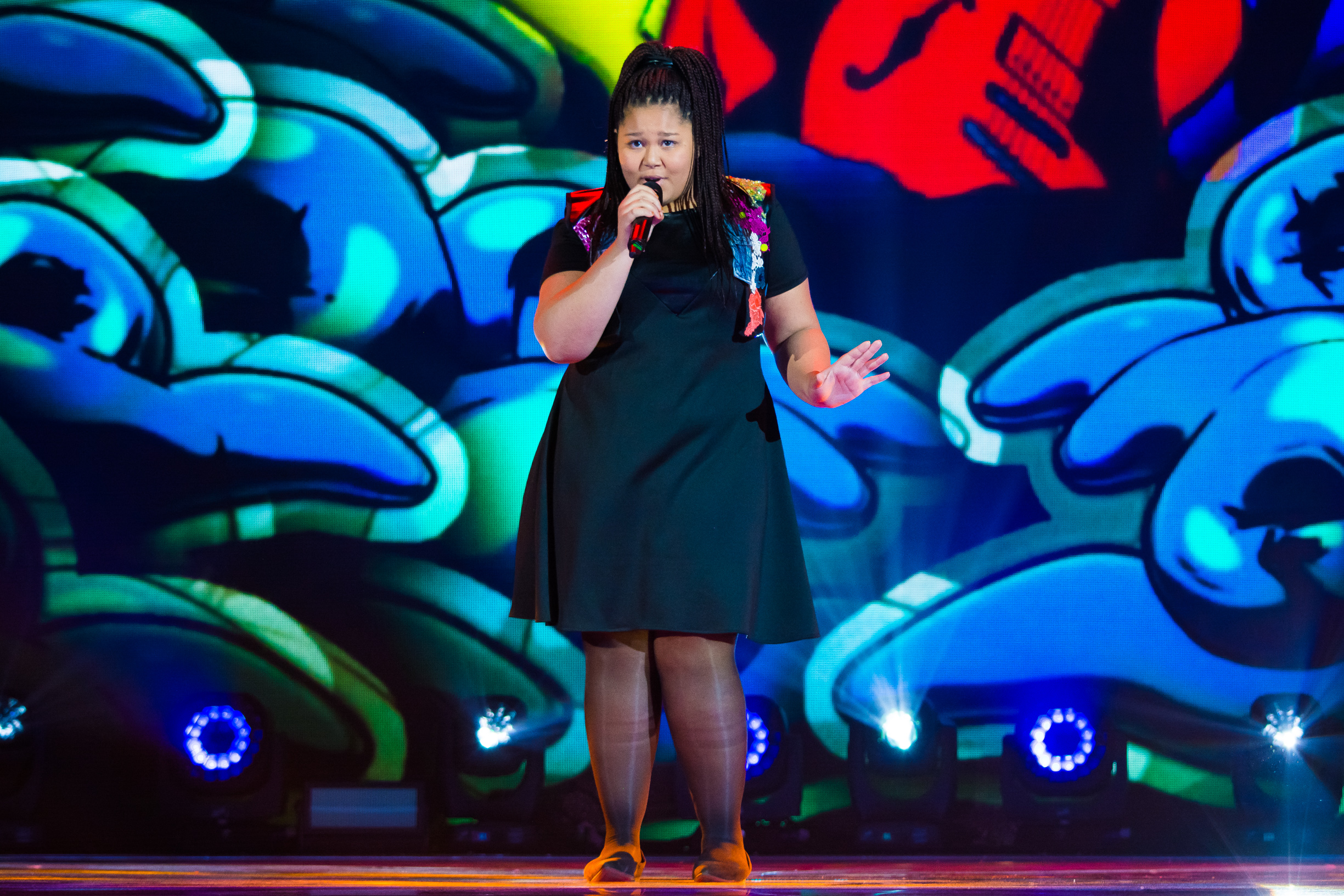
Winnares Destiny Chukunyere

Iedere deelnemer kreeg 12 punten om mee te beginnen. Verder verdeelde ieder land 1 t/m 8, 10 en 12 punten. De verdeling van de punten werd voor de helft bepaald door middel van televoting en voor de andere helft door een vakjury. Verder was er een speciale kinderjury, die op dezelfde manier als de verschillende landen punten verdeelde.
| Land        | Basisscore | Gekregen punten van | Gekregen punten van | Gekregen punten van | Gekregen punten van | Gekregen punten van | Gekregen punten van | Gekregen punten van | Gekregen punten van | Gekregen punten van | Gekregen punten van | Gekregen punten van  | Gekregen punten van | Gekregen punten van | Gekregen punten van | Gekregen punten van | Gekregen punten van | Gekregen punten van | Gekregen punten van |
| Land        | Basisscore | Kinderjury          | Vlag van Servië     | Vlag van Georgië    | Vlag van Slovenië   | Vlag van Italië     | Vlag van Nederland  | Vlag van Australië  | Vlag van Ierland    | Vlag van Rusland    | Vlag van Macedonië  | Vlag van Wit-Rusland | Vlag van Armenië    | Vlag van Oekraïne   | Vlag van Bulgarije  | Vlag van San Marino | Vlag van Malta      | Vlag van Albanië    | Vlag van Montenegro |
| ----------- | ---------- | ------------------- | ------------------- | ------------------- | ------------------- | ------------------- | ------------------- | ------------------- | ------------------- | ------------------- | ------------------- | -------------------- | ------------------- | ------------------- | ------------------- | ------------------- | ------------------- | ------------------- | ------------------- |
| Servië      | 12         | 4                   |                     | 0                   | 7                   | 0                   | 4                   | 2                   | 3                   | 5                   | 12                  | 4                    | 4                   | 0                   | 5                   | 5                   | 0                   | 0                   | 12                  |
| Georgië     | 12         | 0                   | 3                   |                     | 0                   | 0                   | 0                   | 0                   | 4                   | 1                   | 0                   | 5                    | 8                   | 5                   | 0                   | 0                   | 1                   | 8                   | 4                   |
| Slovenië    | 12         | 6                   | 6                   | 5                   |                     | 7                   | 8                   | 6                   | 6                   | 8                   | 1                   | 8                    | 10                  | 10                  | 8                   | 6                   | 3                   | 0                   | 2                   |
| Italië      | 12         | 0                   | 2                   | 0                   | 0                   |                     | 0                   | 0                   | 0                   | 0                   | 0                   | 0                    | 3                   | 0                   | 0                   | 0                   | 12                  | 4                   | 1                   |
| Nederland   | 12         | 1                   | 0                   | 6                   | 5                   | 1                   |                     | 4                   | 0                   | 0                   | 0                   | 0                    | 0                   | 0                   | 4                   | 2                   | 0                   | 0                   | 0                   |
| Australië   | 12         | 7                   | 0                   | 7                   | 0                   | 3                   | 3                   |                     | 2                   | 3                   | 2                   | 1                    | 1                   | 2                   | 0                   | 3                   | 10                  | 5                   | 3                   |
| Ierland     | 12         | 0                   | 0                   | 2                   | 4                   | 0                   | 2                   | 5                   |                     | 2                   | 0                   | 0                    | 0                   | 0                   | 2                   | 1                   | 6                   | 0                   | 0                   |
| Rusland     | 12         | 5                   | 7                   | 0                   | 6                   | 4                   | 6                   | 1                   | 0                   |                     | 3                   | 7                    | 7                   | 4                   | 7                   | 8                   | 0                   | 3                   | 0                   |
| Macedonië   | 12         | 0                   | 1                   | 0                   | 0                   | 0                   | 0                   | 0                   | 0                   | 0                   |                     | 0                    | 0                   | 0                   | 1                   | 0                   | 0                   | 7                   | 5                   |
| Wit-Rusland | 12         | 8                   | 5                   | 8                   | 3                   | 2                   | 7                   | 7                   | 7                   | 10                  | 4                   |                      | 5                   | 7                   | 3                   | 7                   | 4                   | 6                   | 0                   |
| Armenië     | 12         | 10                  | 10                  | 12                  | 10                  | 6                   | 12                  | 10                  | 8                   | 12                  | 10                  | 12                   |                     | 8                   | 10                  | 10                  | 7                   | 10                  | 7                   |
| Oekraïne    | 12         | 2                   | 0                   | 3                   | 0                   | 5                   | 0                   | 3                   | 1                   | 4                   | 0                   | 6                    | 0                   |                     | 0                   | 0                   | 0                   | 2                   | 0                   |
| Bulgarije   | 12         | 0                   | 0                   | 1                   | 1                   | 8                   | 5                   | 0                   | 12                  | 0                   | 6                   | 0                    | 0                   | 3                   |                     | 0                   | 8                   | 0                   | 6                   |
| San Marino  | 12         | 0                   | 0                   | 0                   | 0                   | 0                   | 0                   | 0                   | 0                   | 7                   | 0                   | 3                    | 2                   | 12                  | 0                   |                     | 0                   | 0                   | 0                   |
| Malta       | 12         | 12                  | 12                  | 10                  | 12                  | 10                  | 10                  | 12                  | 10                  | 6                   | 5                   | 10                   | 12                  | 6                   | 12                  | 12                  |                     | 12                  | 10                  |
| Albanië     | 12         | 3                   | 4                   | 4                   | 8                   | 12                  | 1                   | 8                   | 5                   | 0                   | 7                   | 2                    | 6                   | 1                   | 6                   | 4                   | 2                   |                     | 8                   |
| Montenegro  | 12         | 0                   | 8                   | 0                   | 2                   | 0                   | 0                   | 0                   | 0                   | 0                   | 8                   | 0                    | 0                   | 0                   | 0                   | 0                   | 5                   | 1                   |                     |

## 12 punten
| Aantal keer 12 | Land       | Gekregen van                                                                     |
| -------------- | ---------- | -------------------------------------------------------------------------------- |
| 8              | Malta      | Albanië, Armenië, Australië, Bulgarije, Kinderjury, San Marino, Servië, Slovenië |
| 4              | Armenië    | Georgië, Nederland, Rusland, Wit-Rusland                                         |
| 2              | Servië     | Macedonië, Montenegro                                                            |
| 1              | Albanië    | Italië                                                                           |
| 1              | Bulgarije  | Ierland                                                                          |
| 1              | Italië     | Malta                                                                            |
| 1              | San Marino | Oekraïne                                                                         |

## Wijzigingen

Deelnemende landen
Landen die in het verleden deelgenomen hebben, maar in 2015 afwezig zullen zijn

### Debuterende landen
- Australië: nadat Australië voor het eerst had meegedaan aan het Eurovisiesongfestival 2015, nam het in 2015 op uitnodiging van de EBU ook deel aan het Junior Eurovisiesongfestival.
- Ierland: het land debuteerde in deze editie op het Junior Eurovisiesongfestival. Opvallend is dat niet staatsomroep RTE, maar TG4 de Ierse bijdrage leverde.

### Terugkerende landen
- Albanië: na drie jaar eerder te zijn gedebuteerd, heeft Albanië voor de tweede keer deelgenomen aan het festival.
- Macedonië: na een jaar van afwezigheid keerde MRT terug op het Junior Eurovisiesongfestival.

### Terugtrekkende landen
- Cyprus: Cyprus trok zich terug nadat CyBC er niet in was geslaagd de financiële middelen bijeen te brengen om een tweede opeenvolgende deelname te financieren.
- Kroatië: de Kroatische omroep HRT liet weten dat het geen plannen heeft om opnieuw deel te nemen aan het festival, na een eenmalige terugkeer in 2014.
- Zweden: SVT zal een jaar overslaan. Er was sprake van enige mogelijkheid dat andere Zweedse omroepen de Zweedse deelnames over zouden nemen, maar dit is later niet doorgevoerd. Ook in 2016 deed Zweden niet mee aan het festival.